# Laurent Deville
Laurent Deville (* 24. November 1967) ist ein ehemaliger luxemburgischer Fußballspieler.
In seiner Spielerkarriere war er für Swift Hesperingen, Union Luxemburg, Sporting Mertzig und Progrès Niederkorn. Ferner spielte er in 17 Partien für die Nationalmannschaft Luxemburgs. In der Nationalmannschaft spielte er auch zusammen mit seinem jüngeren Bruder Franck. In der Nationalelf spielte auch sein Neffe Maurice, der Sohn von Bruder Frank. Mit Swift Hesperingen gewann er 1990 das Luxemburger Pokalfinale, mit Union Luxemburg gewann er 1996 die Coupe de Luxembourg und bestritt insgesamt 10 Europapokalspiele (0 Tore).